# Amietia vandijki
Espèce
Synonymes
- Afrana vandijki Visser & Channing, 1997

Statut de conservation UICN

 LC  : Préoccupation mineure
Amietia vandijki est une espèce d'amphibiens de la famille des Pyxicephalidae.

## Répartition
Cette espèce est endémique de l'Est de la province du Cap-Occidental en Afrique du Sud. Elle se rencontre jusqu'à au moins 1 800 m d'altitude dans les monts Swartberg et Langeberg,.

## Étymologie
Cette espèce est nommée en l'honneur du zoologiste sud-africain David Eduard van Dijk.

## Publication originale
- (en) Visser & Channing, 1997 : A new species of river frog from the Swartberg, South Africa (Ranidae: Afrana). Journal of African Zoology, vol. 111, p. 191-198.